# Шуморовское княжество
Шуморовское княжество — один из уделов распавшегося в конце XIV века Моложского княжества. Оно располагалось по берегам реки Шуморы. Его центром было село Шуморово (старожилы этих мест называют это село Шумара) к юго-западу от Мологи. Первым его правителем был Глеб Иванович, сын князя Моложского Ивана Михайловича. Его четыре сына скорее всего уже не обладали удельными правами, а служили московским князьям. От старших сыновей пошёл род князей Шуморовских, от младших — князей Шаминых и Голыгиных.
В начале XV века княжество Шуморовское вошло в состав Московского княжества.

## Удельные князья Шуморовские
- конец XIV века — начало XV века: Андрей Иванович и Глеб Иванович